# Compagnia di Sant'Antonio Abate dei Macellari
La Compagnia di Sant'Antonio Abate dei Macellari era un'antica confraternita di Firenze.

## Storia
Collegata direttamente all'Arte dei Beccai, la confraternita di Sant'Antonio Abate dei Macellari era la propaggine religiosa della corporazione, dedicata al santo protettore degli animali. Nacque nel 1577 per coordinare le pratiche devozionali e offrire assistenza a quei colleghi bisognosi per malattia, anzianità, o per particolari situazioni quali la necessità di racimolare la dote per maritare una figlia o monacarla. Confraternite del genere venivano ben viste dall'amministrazione medicea, che non disponeva di una rete statale sufficiente per la previdenza sociale.
La prima sede furono i sotterranei della chiesa di San Pier Scheraggio (almeno fino al 1630), poi i chiostri di Santa Croce e, dal 1779, nei pressi della chiesa di San Procolo. Le "tornate" (riunioni) erano poche nel corso dell'anno: Pasqua, Pentecoste, festa dell'Assunta, la Natività di Maria e, ovviamente, la festa di sant'Antonio (17 gennaio). Solo dal Settecento i confratelli cominciarono a riunirsi due/tre volte al mese, ad esempio ogni primo e quarto venerdì del mese. 
Nel 1783 una relazione ricorda come all'epoca i confratelli fossero sessanta, tutti macellari. Come tutte le confraternite fiorentine, fu soppressa da Pietro Leopoldo col decreto granducale del 21 marzo 1785, ma venne poi ripristinata nel 1790 per sciogliersi poi nel XIX secolo.

## Stemma
Lo stemma della confraternita era un Tau (simbolo di Antonio Abate) azzurro in campo d'argento.